# AIDAdiva
AIDAdiva es un crucero operado por la línea de cruceros alemana AIDA Cruises. El barco fue construido en Meyer Werft en Papenburg, Alemania.
Puede llevar hasta 2.050 pasajeros.

## Galería

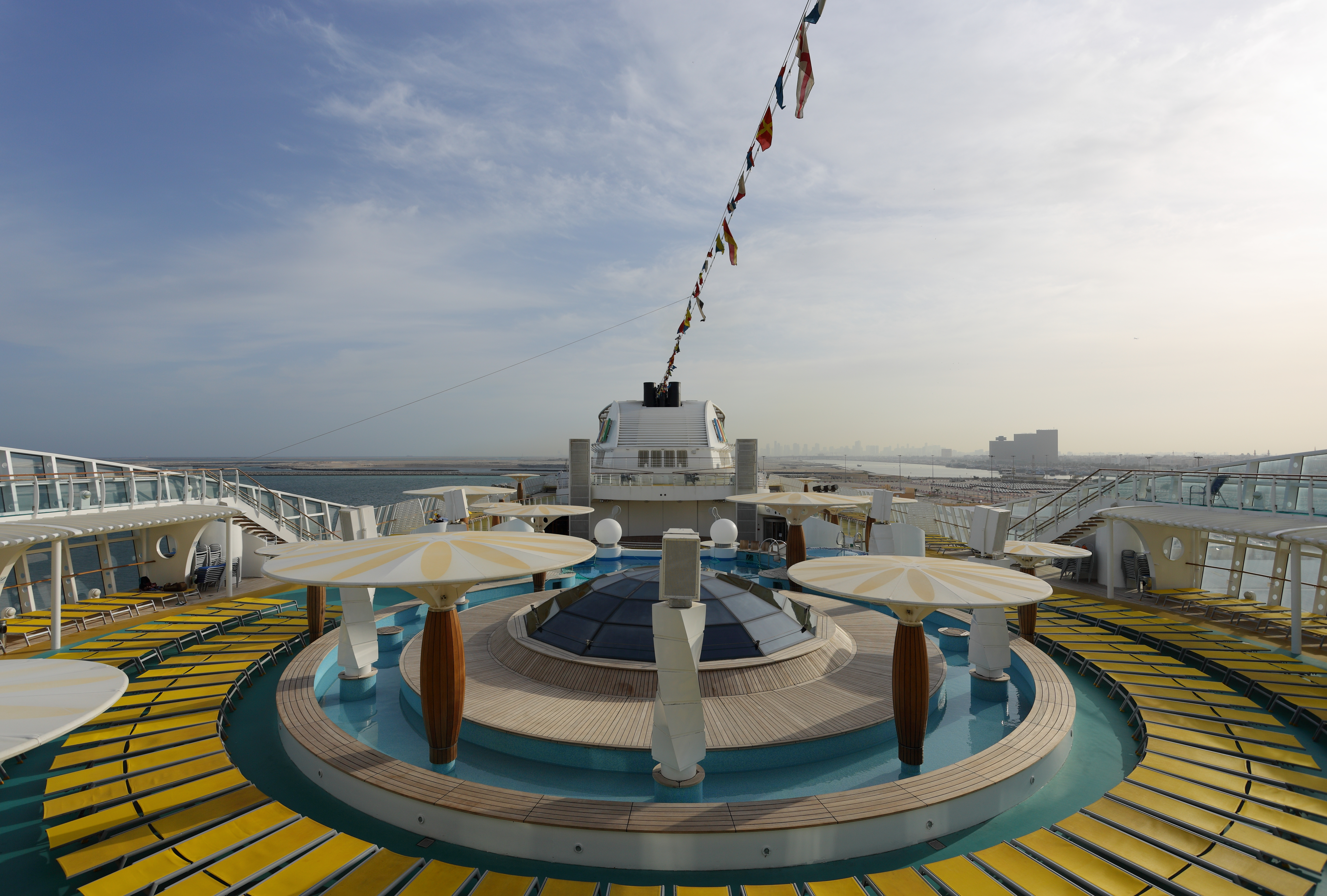
AIDAdiva en dubái, parte de arriba
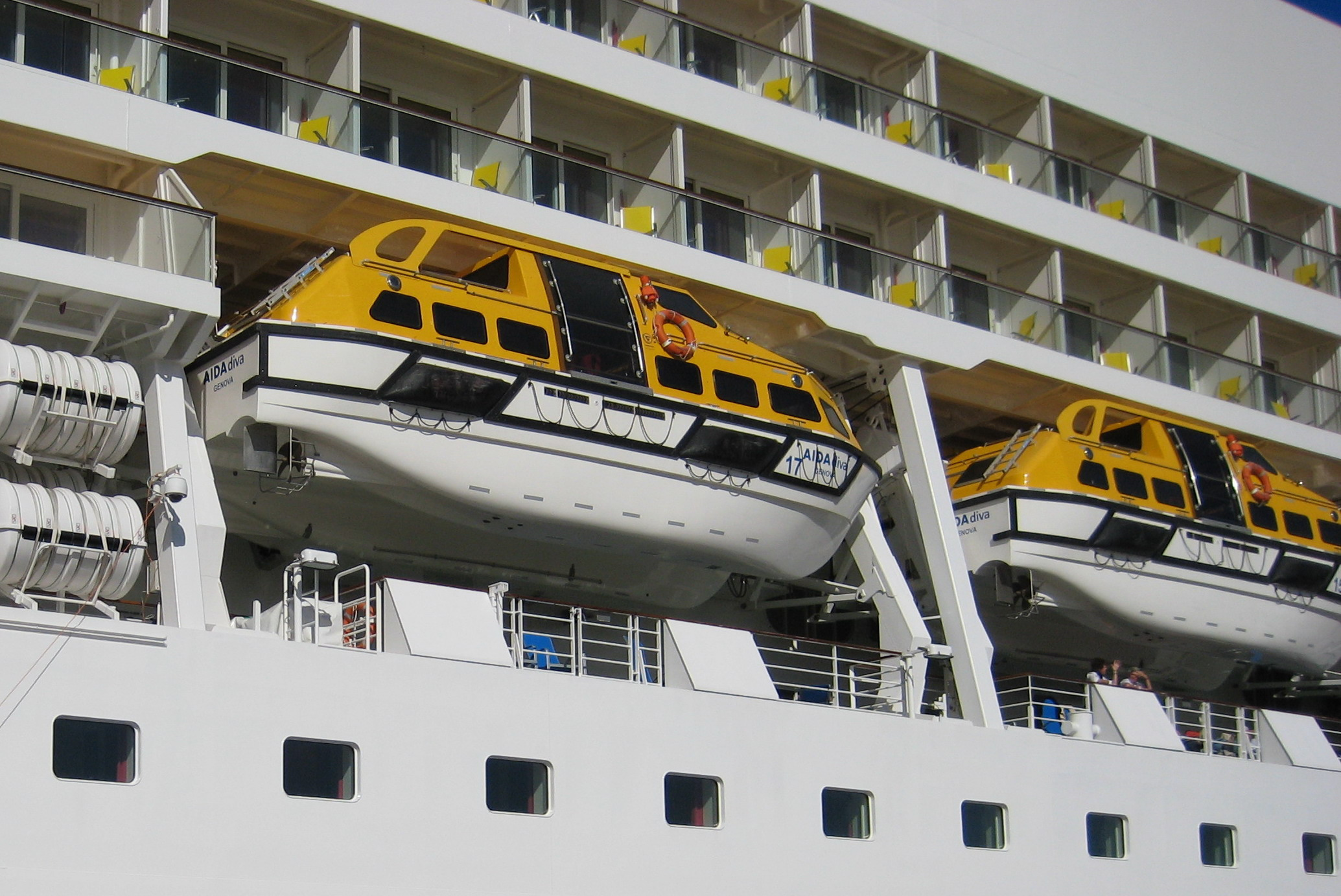
Botes salvavidas del AIDAdiva
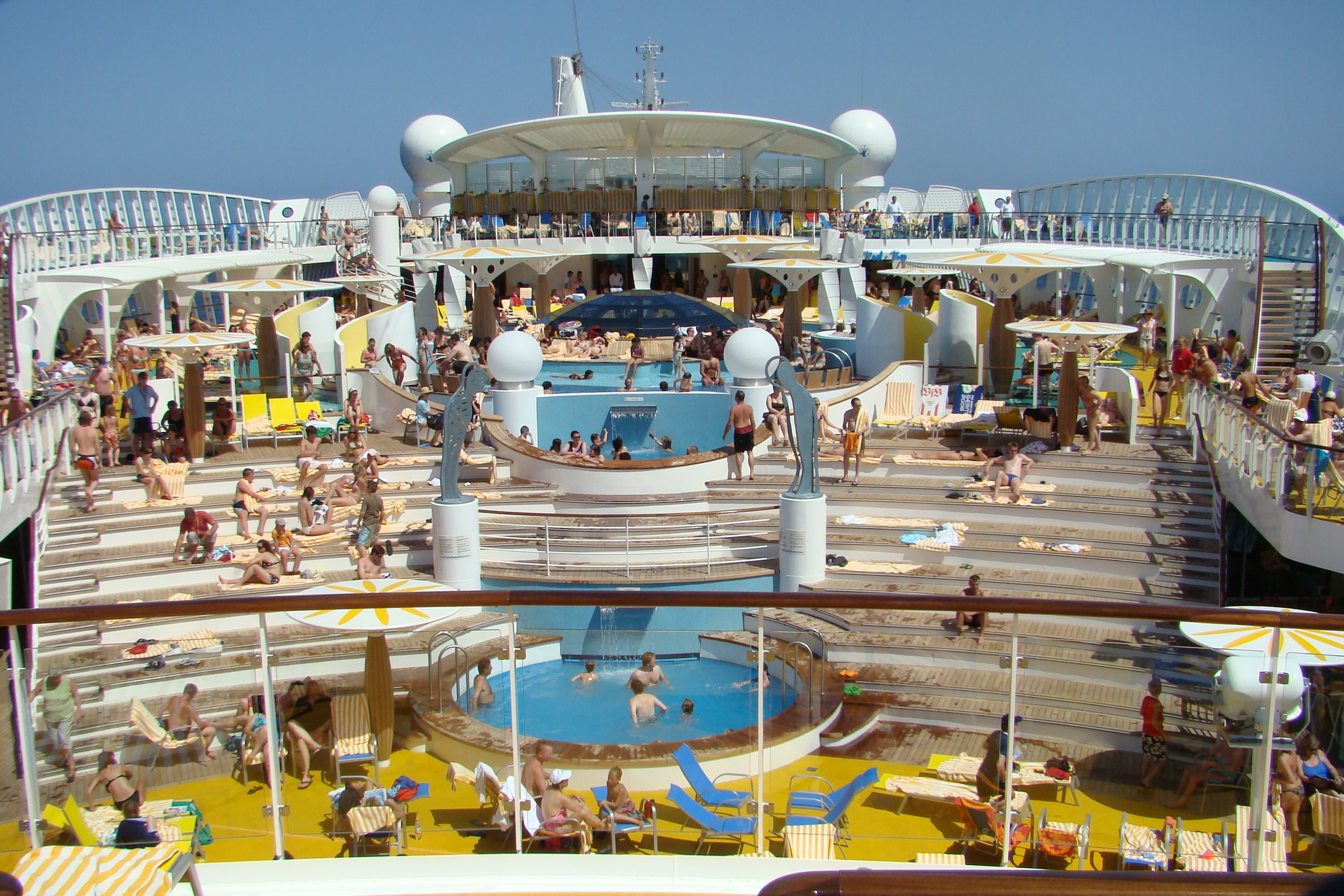
AIDAdiva cubierta 12